# Karel Lamač
Karel Lamač (27. ledna 1897 Praha – 2. srpna 1952 Hamburk) byl český filmař, jednalo se o velmi významnou zakladatelskou osobnost moderní české kinematografie.

## Životopis
Karel Lamač se narodil v Košířích u Prahy jako jediný syn pražského rodáka a magistra farmacie Karla Lamače (* 1863) a jeho manželky Františky, rozené Prusíkové, ovdovělé Kovářové (* 1860). Studoval na lékárníka, stejně jako jeho otec. Mnohem více ho však zaujalo umění a ještě v době studií se stal dirigentem filharmonického orchestru, později začal vystupovat společně s ochotníky jako kouzelník. V době stáží v Drážďanech se seznámil s filmováním. Za první světové války narukoval do armády a na frontě údajně natáčel v zákopech aktuality, přičemž velmi často riskoval vlastní život. Toto tvrzení je však některými badateli zpochybňováno.

### Film
Po skončení první světové války a návratu do vlasti (1918) se osamostatnil a založil vlastní filmový ateliér Kavalírka. Jeho prvním československým filmem se stal Vzteklý ženich (1919), ke kterému napsal jak námět tak i scénář, byl jeho režisérem a i hercem – tento film se však do dnešních dob nedochoval.
Němý film mu přinesl výrazné herecké uplatnění, vytvořil oblíbenou filmovou dvojici s půvabnou divou Anny Ondrákovou. Společně hráli ve filmech Chyťte ho (1924), Do panského stavu (1925), Pantáta Bezoušek (1926), Aničko vrať se! (1926) a Kantor Ideál (1932).Také společně založili společnost Ondra – Lamač Film. Byli do sebe hluboce zamilováni, ale když mu Anny Ondráková navrhla manželství, opakovaně ho odmítl s příslibem do budoucnosti vzhledem ke svému enormnímu pracovnímu vytížení. Anny se proto potom ve svých 31 letech vdala za známého německého boxera Maxe Schmelinga, což Lamače značně zranilo.
On, Anny Ondráková, režisér Václav Wasserman a kameraman Otto Heller byli ve 20. letech 20. století odbornou kritikou i diváky považováni za tzv. silnou čtyřku českého filmu.
Popularitu mu přinesla filmová úloha roztržitého docenta Bulfínka ve filmu Na tý louce zelený (1936). Posledním československým filmem, ve kterém se objevil, byla komedie Milování zakázáno (1938), v obou filmech měl na starosti (tak jako obvykle) i režii. Už jeho režisérské prvotiny v Československu vzbudily široký ohlas, řadí se mezi ně němé filmy Lucerna (1925), Velbloud uchem jehly (1926), Dobrý voják Švejk (1926) a Karel Havlíček Borovský (1931).
Ještě větší uznání získal po nástupu zvukových filmů, nejúspěšnější byly ty filmy, ve kterých hrál král českých komiků Vlasta Burian: už první český zvukový film C. a k. polní maršálek (1930) vyvolal nečekaný úspěch, dále Lelíček ve službách Sherlocka Holmese, Funebrák, Nezlobte dědečka, Ducháček to zařídí. Společně se svým přítelem a žákem Martinem Fričem režíroval komedie: On a jeho sestra a To neznáte Hadimršku. Oblíbené byly i filmy Důvod k rozvodu, Pozor straší. Natáčel i v zahraničí – v Německu, Francii, Anglii i v USA. Jeho posledním českým filmem byla komedie U pokladny stál...(1939) s Vlastou Burianem.
Před nacistickým nebezpečím emigroval do Holandska, později do Belgie a Francie, kde opět natáčel. Po napadení Francie nacisty odjel do Anglie, kde opět vstoupil do armády a v Royal Air Force natáčel dokumenty ze života československých vojáků. Pozornost vzbudila jeho protinacistická satira Švejk bourá Německo (1943), ve které účinkoval i pozdější československý ministr zahraničních věcí Jan Masaryk.
Jeho oduševnělý hlas se hodil do dokumentárních filmů, které byly připravovány na uvedení v osvobozeném Československu. Po skončení druhé světové války se vrátil do vlasti, ale hned zase emigroval, ze strachu z komunistického převratu. Zpočátku působil ve Francii, později žil několik let v USA, kde pracoval na novinkách a vynálezech v oblasti filmu a televize. Po ukončení aktivní činnosti se přestěhoval do bavorského Mnichova.
Dne 2. srpna 1952 zemřel v Hamburku po vážné nemoci ledvin a jater a byl zde pohřben.

## Souhrn tvorby
Podílel se na více než 260 filmech (okolo 100 jich sám režíroval, v 50 z nich sám hrál, k 20 z nich napsal scénář, u 7 z nich byl autorem námětu, u 4 byl střihačem, v 4 sám zpíval, v 2 byl i autorem písní. Napsal i jednu z prvních českých knih o filmu: Jak se píše filmové libreto, ve které shromáždil svoje dlouholeté zkušenosti.

## Citát
Tak všestranný talent, jakým byl Karel Lamač, mohl se narodit – podle podivuhodných přírodních zákonů – právě jen v době, která všestranné talenty potřebovala. Přišel do Excelsioru zařídit laboratoř. Začínal zde v roličce flamendra Jirky v otcově filmu "Alois vyhrál los". Skončil jako režisér asi padesáti filmů. Dvě stě dalších je poznamenáno jeho účastí hereckou nebo podnikatelskou.
Adolf Branald

## Filmografie

### Režie
- 1919 – Vzteklý ženich
- 1919 – Akord smrti
- 1920 – Gilly poprvé v Praze
- 1921 – Otrávené světlo
- 1922 – Drvoštěp
- 1924 – Bílý ráj
- 1924 – Chyťte ho!
- 1925 – Karel Havlíček Borovský
- 1925 – Lucerna
- 1925 – Hraběnka z Podskalí
- 1926 – Dobrý voják Švejk
- 1926 – Švejk na frontě
- 1926 – Velbloud uchem jehly
- 1926 – Pantáta Bezoušek
- 1927 – Sladká Josefínka
- 1927 – Květ ze Šumavy
- 1928 – Dcery Eviny
- 1928 – Hřích
- 1929 – Hříchy lásky
- 1930 – C. a k. polní maršálek
- 1931 – Er und seine Schwester
- 1931 – On a jeho sestra
- 1931 – To neznáte Hadimršku
- 1932 – Lelíček ve službách Sherlocka Holmese
- 1932 – Funebrák
- 1933 – Dobrý tramp Bernášek
- 1933 – Jindra, hraběnka Ostrovínová
- 1934 – Polská krev
- 1934 – Nezlobte dědečka
- 1936 – Na tý louce zelený
- 1937 – Důvod k rozvodu
- 1938 – Milování zakázáno
- 1938 – Ducháček to zařídí
- 1938 – Lucerna
- 1938 – Pozor, straší
- 1938 – Slávko, nedej se!
- 1939 – U pokladny stál

### Herecké úlohy
- 1919 – Vzteklý ženich
- 1919 – Utrpením ke slávě (českobratrský písmák + další dvě role)
- 1919 – Aloisův los (Aloisův přítel Jirka)
- 1919 – Akord smrti (virtuóz Aleš Ajval)
- 1919 – Palimpsest
- 1919 – Probuzené svědomí (Daniel Žalén)
- 1919 – Gilly poprvé v Praze (strýček Hron)
- 1919 – Zlatá žena (Orlíkův soused)
- 1919 – Tam na horách (malíř Jaromír Hanuš)
- 1919 – Zpěv zlata (chemik Edgar Zoran)
- 1919 – Setřelé písmo (sochař Šalda)
- 1920 – Magdalena (Jiří)
- 1921 – Ukřižovaná (důstojník Karel Vyšín, student Jan)
- 1921 – Příchozí z temnot (Ješek Dražický, přicházející z temnot)
- 1921 – Otrávené světlo (Ing. Milan Bell)
- 1921 – Souboj s Bohem (Ing. Hamr)
- 1921 – Děvčata, vdávejte se! (hudební skladatel Horák)
- 1922 – Sněhulka a sedm trpaslíků
- 1922 – Sněhová Růženka (vesnický mladík)
- 1922 – O zázračném květu
- 1922 – Maharadžovo potěšení (maharadža Mamlas Bej)
- 1922 – Mrtví žijí (dr. Jiljí Dubín)
- 1922 – Poslední polibek (konzervatorista Roman Trojský)
- 1922 – Koryatovič(Fedorův přítel)
- 1922 – Drvoštěp (Karel Svansen)
- 1923 – Tu ten kámen (učenec Drtichlup)
- 1923 – Muž bez srdce (princ Edgar z Georgie)
- 1923 – Únos bankéře Fuxe (Tom Darey)
- 1924 – Dáma z baru (Mario Zeman)
- 1924 – Bílý ráj (Ivan Holar)
- 1924 – Dvojí život (opilec v kavárně U slunce)
- 1924 – Chyťte ho! (sochař Johnny Miller)
- 1924 – Hříchy v manželství (Mario Zeman)
- 1925 – Vdavky Nanynky Kulichovy (Václav Vejlupek)
- 1925 – Svatební košile (umrlec)
- 1925 – Karel Havlíček Borovský (Havlíčkův bratr František)
- 1925 – Šest mušketýrů (svobodník Donát)
- 1925 – Syn hor (Frank Solar)
- 1925 – Lucerna (učitelský mládenec Zajíček)
- 1925 – Do panského stavu (Václav Zdeborský)
- 1925 – Josef Kajetán Tyl (František Palacký)
- 1925 – Hraběnka z Podskalí (hrabě Viktor z Renné)
- 1926 – Dobrý voják Švejk (hostinský Palivec, nadporučík Lukáš)
- 1926 – Švejk na frontě (nadporučík Lukáš)
- 1926 – Velbloud uchem jehly (Alík Vilím)
- 1926 – Pantáta Bezoušek (Jiří Králiš)
- 1926 – Aničko, vrať se! (tulák Petr, Jiří Landa)
- 1926 – Osm srdcí v plamenech (domácí učitel)
- 1927 – Sladká Josefínka
- 1927 – V panském stavu (dr. Václav Zdeborský)
- 1927 – Květ ze Šumavy (syn drožkáře, Dr. Jiří Kalvoda)
- 1928 – Dcery Eviny (malíř Rudolf Romain)
- 1928 – Páter Vojtěch (Dvoreckého syn Vojtěch)
- 1929 – Pražské švadlenky (pekařův syn Jeník)
- 1929 – Adjunkt Vrba (adjunkt Karel Vrba)
- 1929 – Starý hřích (Karel Horyna)
- 1932 – Kantor Ideál (prof. Karel Suchý)
- 1933 – S vyloučením veřejnosti (JUDr. Anatol Brynda)
- 1933 – Dobrý tramp Bernášek (Alois Bernášek)
- 1933 – Jindra, hraběnka Ostrovínová (učitel Lípa)
- 1934 – Tři kroky od těla (Tommy Fikejz)
- 1936 – Na tý louce zelený (docent Bulfínek)
- 1938 – Milování zakázáno (Tonny)

### Scénář
- 1919 – Vzteklý ženich
- 1921 – Otrávené světlo
- 1924 – Bílý ráj
- 1924 – Chyťte ho!
- 1925 – Karel Havlíček Borovský
- 1925 – Lucerna
- 1925 – Hraběnka z Podskalí
- 1926 – Velbloud uchem jehly
- 1927 – Květ ze Šumavy
- 1933 – Dvanáct křesel
- 1933 – Dobrý tramp Bernášek
- 1938 – Pozor, straší

### Námět
- 1919 – Vzteklý ženich
- 1920 – Gilly poprvé v Praze
- 1924 – Chyťte ho!
- 1924 – Bílý ráj
- 1925 – Karel Havlíček Borovský
- 1927 – Květ ze Šumavy
- 1933 – Dobrý tramp Bernášek

### Texty písní
- 1932 – Kantor Ideál
- 1938 – Pozor, straší

### Zpěv
- 1932 – Kantor Ideál
- 1933 – S vyloučením veřejnosti
- 1934 – Tři kroky od těla
- 1936 – Na tý louce zelený

### Střih
- 1930 – C. a k. polní maršálek
- 1931 – On a jeho sestra
- 1932 – Kantor Ideál
- 1933 – S vyloučením veřejnosti